# Leopold Von Mildenstein
Pour les articles homonymes, voir LIM.
Leopold Itz Edler von Mildenstein, dit LIM, est un écrivain et un SS-Untersturmführer allemand d’origine autrichienne, né le 30 novembre 1902 à Prague et mort en novembre 1968, probablement en Égypte.
Son nom est attaché à son engagement au sein du parti nazi en faveur de la cause sioniste.

## Biographie

### Sous le Troisième Reich
Entre le 9 septembre et le 9 octobre 1934, le journal berlinois national-socialiste Der Angriff fondé et contrôlé par Joseph Goebbels, publie une série de douze articles pro-sionistes de Mildenstein sous le titre A Nazi Goes to Palestine. En l'honneur de sa visite, le journal diffuse une médaille commémorative, portant la svastika sur une face et une étoile de David sur l'autre,,,.
De même que l'accord Haavara, cette visite de Mildenstein en Palestine et cette médaille furent plus tard utilisées par des auteurs anti-Israël pour expliquer qu'il y a un lien entre nazisme et sionisme.

### Après-guerre
En décembre 1956, un rapport de la CIA du Caire confirme que Mildenstein a été employé par le gouvernement égyptien de Nasser afin qu'il travaille pour la station de radio Voix des Arabes.

## Publications
Ses deux livres Around the Burning Land of the Jordan (1938) et The Middle East Seen from the Roadside (1941) seront placés sur la liste des ouvrages proscrits dans la zone d'occupation soviétique en Allemagne puis en République démocratique allemande.